# Cesseras
Cesseras (occitanisch: Sesseraç) ist eine französische Gemeinde mit 432 Einwohnern (Stand 1. Januar 2022) in der Kulturlandschaft des Minervois im Département Hérault in der Region Okzitanien.

## Lage
Cesseras liegt 50 Kilometer (Fahrtstrecke) westlich von Béziers bzw. 40 Kilometer nordöstlich von Carcassonne. Bis nach Narbonne sind es 35 Kilometer in südöstlicher Richtung. Der Fluss Cesse, ein linker Nebenfluss der Aude, fließt fünf Kilometer nördlich am Ort vorbei und könnte namengebend gewesen sein. Das Gemeindegebiet gehört zum Regionalen Naturpark Haut-Languedoc. Die zwei Kilometer östlich gelegene Nachbargemeinde Azillanet ist ebenfalls sehenswert.

## Bevölkerungsentwicklung
| Jahr      | 1962 | 1968 | 1975 | 1982 | 1990 | 1999 | 2008 | 2017 |
| Einwohner | 560  | 442  | 433  | 388  | 382  | 400  | 411  | 392  |

Im 19. Jahrhundert hatte der Ort zeitweise über 700 Einwohner, doch die Reblauskrise und die Mechanisierung der Landwirtschaft führten zu stetigem Bevölkerungsrückgang, der erst in den 1990er Jahren zum Stillstand kam.

## Wirtschaft
Landwirtschaft, Kleinhandel und Kleinhandwerk prägen den Ort seit Jahrhunderten. Cesseras gehört zum Weinbaugebiet Minervois, doch ist der Weinabsatz in Frankreich seit den 1990er Jahren rückläufig.

## Geschichte
Wie aus Funden in der Grotte d’Aldène zu erschließen ist, waren seit vorgeschichtlicher Zeit Menschen in der Region unterwegs. Auch Zeugnisse der Megalithkultur ("Dolmen de la Cigalière" 4000-3500 v. Chr.) sind vorhanden. 
Cesseras erscheint möglicherweise erstmals unter dem Namen villa Censaradus („Landgut des Censaradus“) in einer Urkunde Karls des Kahlen aus dem Jahre 844. Im 13. Jahrhundert wurde der Grundherr (seigneur) des Ortes wegen Ketzerei verhaftet und in Carcassonne ins Gefängnis gesperrt; König Ludwig IX. gab den Ort in die Hände von Raimund II. Trencavel, der den König auf dem sechsten Kreuzzug (1248–1254) begleitet hatte. Während des Hundertjährigen Krieges (1337–1453) zogen Wegelagerer und Räuberbanden durch den Ort und zerstörten die Kirche Saint-Geniès. Am 25. Oktober 1591 – in der Zeit der Religionskriege – fand in der Gegend von Cesseras und Azillanet eine Schlacht zwischen katholischen und protestantischen Heereseinheiten statt.

## Sehenswürdigkeiten

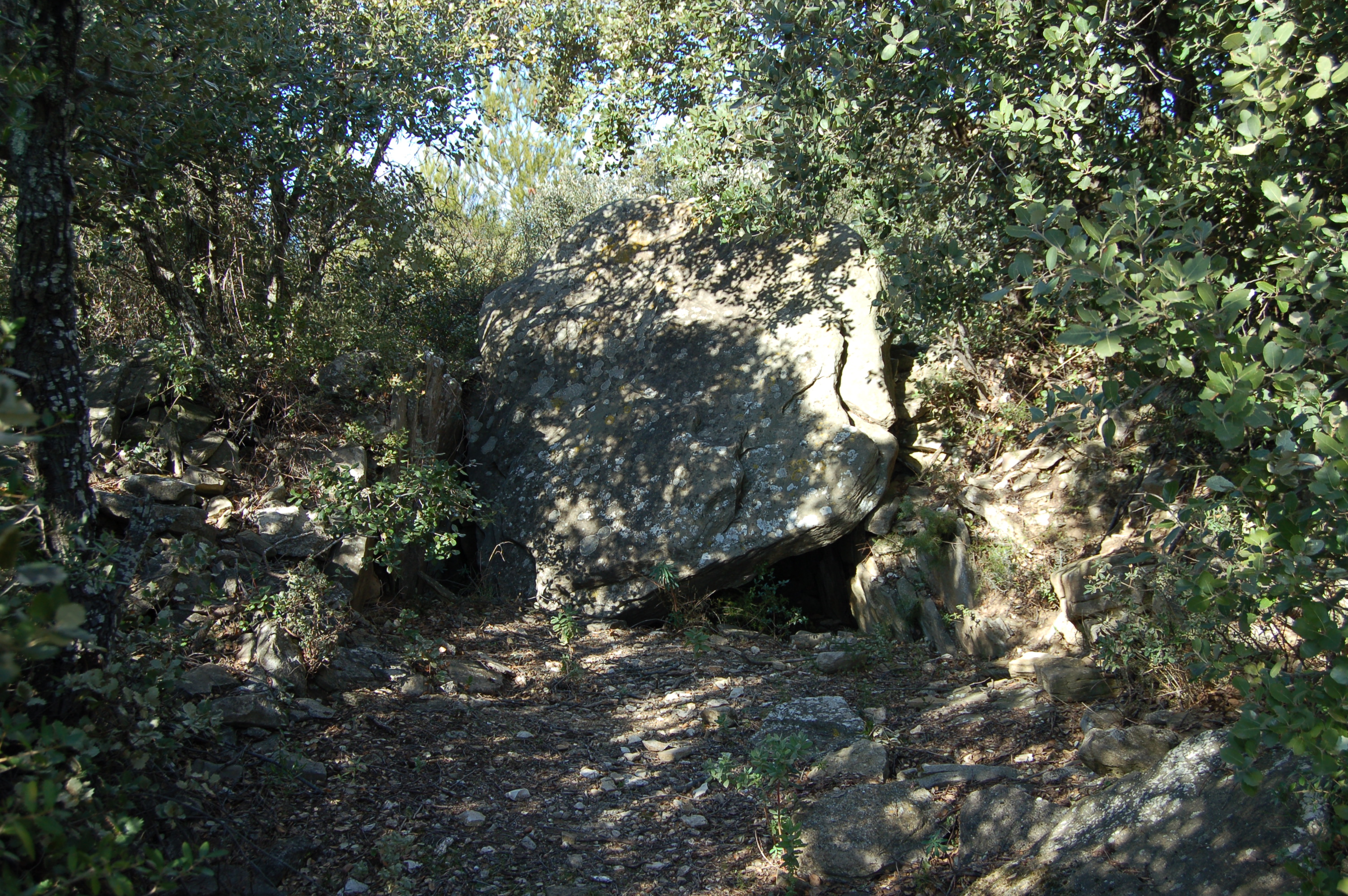
Dolmen de la Cigalière

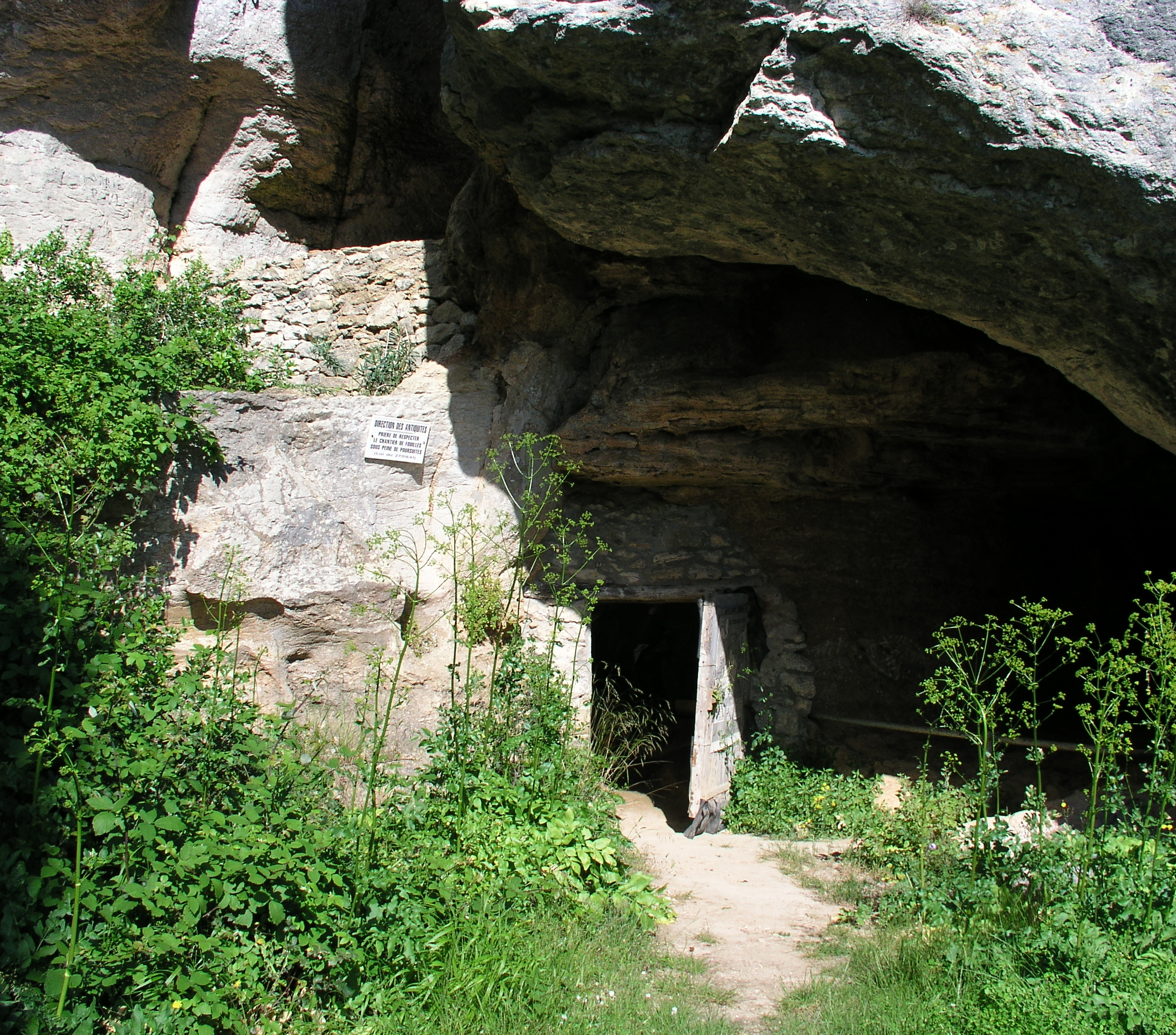
Grotte d’Aldène

- Die fünf Kilometer nordöstlich von Cesseras befindliche Grotte d’Aldène ist eine prähistorische Fundstelle, in der auch Funde aus der späten Bronzezeit und der frühen Eisenzeit entdeckt wurden. Die Höhle ist seit 1955 als Monument historique[1] ausgewiesen.
- Der zwei Kilometer nordöstlich von Cesseras mitten in einem Wald gelegene Dolmen de la Cigalière stammt aus der Megalithkultur. Sein riesiger Deckstein ist verkippt, und die seitlichen Orthostaten sind weitgehend verschwunden; dennoch wurde er 1981 als Monument historique[2] anerkannt.
- Die einschiffige romanische Chapelle Saint-Germain de la Serre aus dem 11. und 12. Jahrhundert liegt zwei Kilometer westlich des Ortes in einem Pinienwäldchen. Sie war die Pfarrkirche eines heute verschwundenen Ortes und beeindruckt durch ihre Lage, durch die handwerklich perfekte und beinahe mörtellose Mauerwerkstechnik sowie durch ausgewogene Proportionen. Das nahezu fensterlose Halbrund der Apsis ist durch mehrere Lisenen gegliedert, die unter der Dachtraufe in einem Rundbogenfries enden. Die Außenwände des Kirchenschiffs sind durch Strebepfeiler stabilisiert. Die schmalen Schlitzfenster haben monolithische Bogensteine in schwarz abgesetzten Überfangbögen. Im 12. Jahrhundert wurde auf der Nordseite ein Turm mit Glockengiebelaufsatz angefügt. Das einschiffige Kircheninnere ist mit einem Tonnengewölbe bedeckt. Die Kapelle ist seit 1947 als Monument historique[3] anerkannt.

St-Germain de la Serre
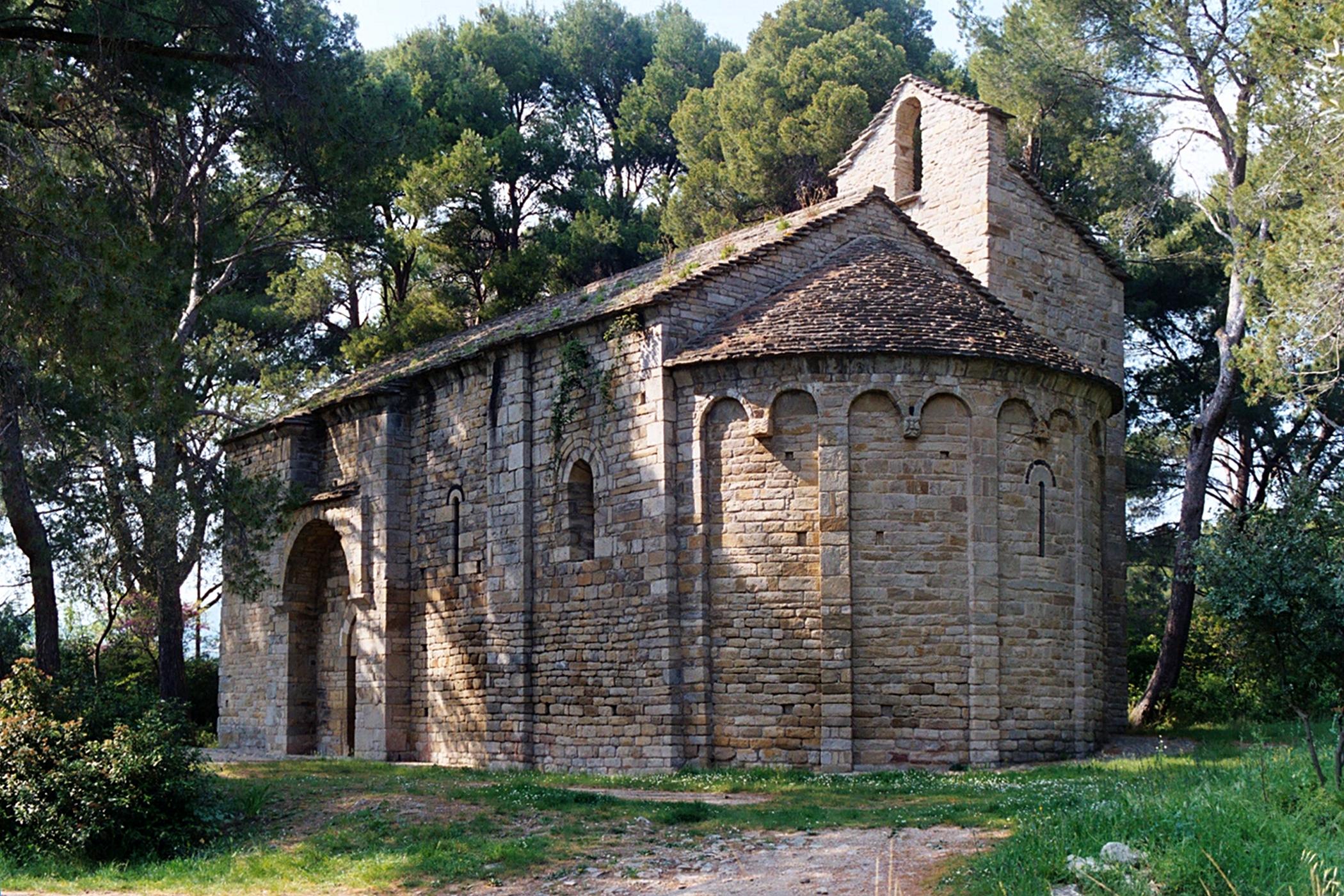
Kirche St-Germain de la Serre
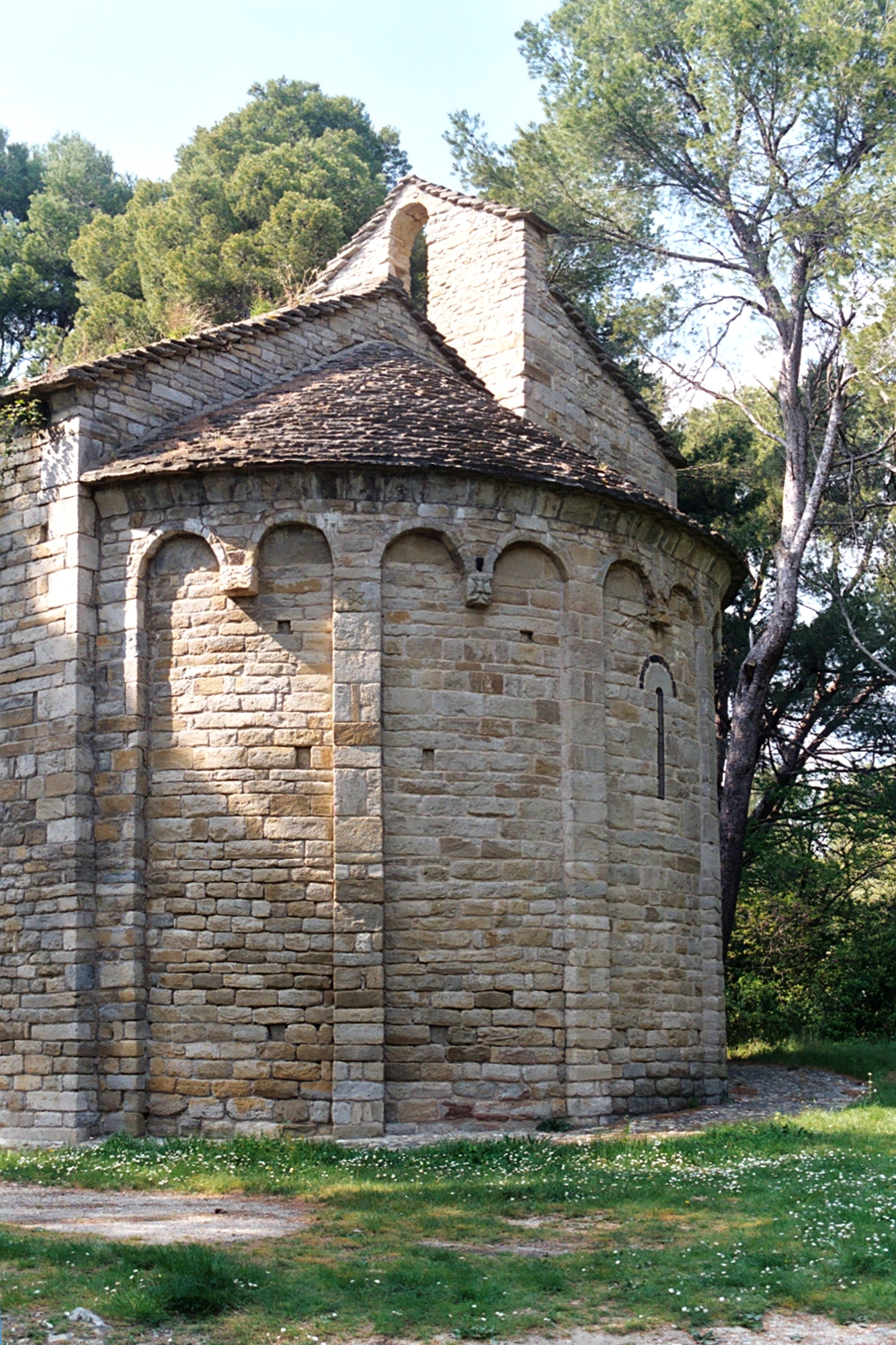
Apsis mit Blendarkaden und Rundbogenfries
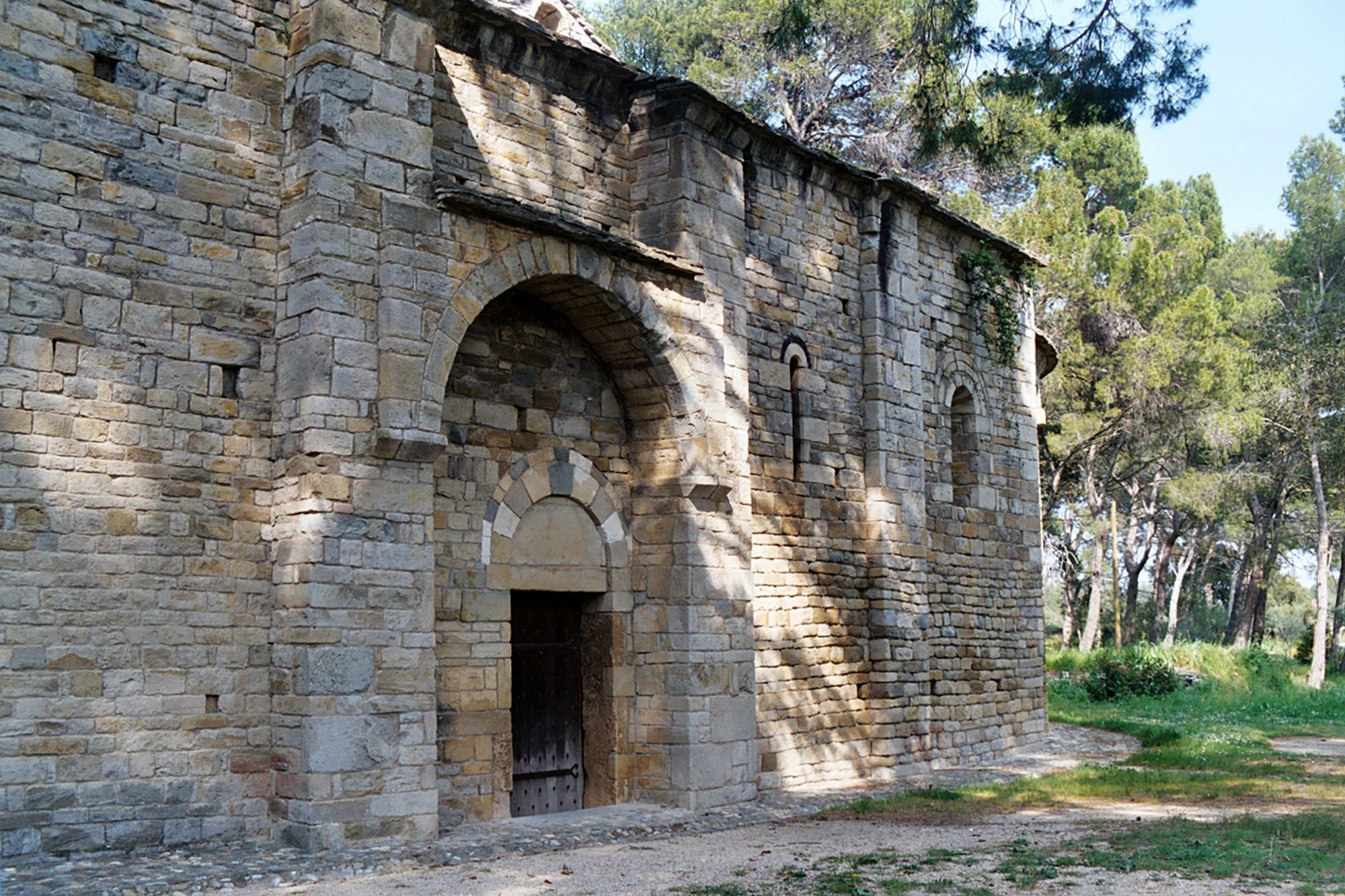
Südportal mit Tympanon; Bögen mit Farbwechsel
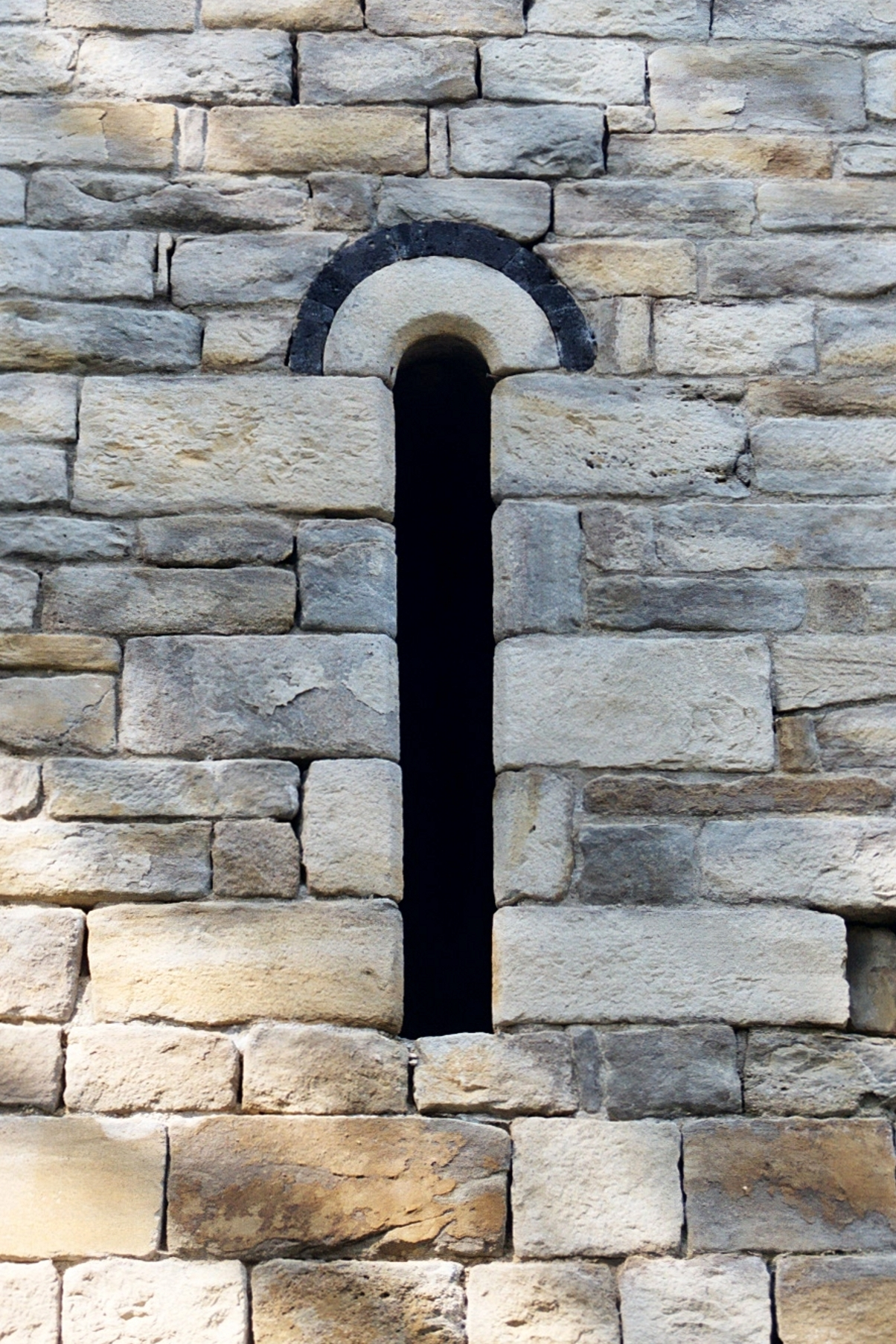
Fensterschlitz mit Bogen aus schwarzem Stein

- Die Église Saint-Geniès gibt dem Ort seine markante Silhouette – eine spätgotische Kirche aus dem 15. Jahrhundert mit einem einzigen, aber breiten Kirchenschiff, wie es im Süden Frankreichs häufiger anzutreffen ist – hier sind Kirchen mit dreischiffigem basilikalen Grundriss die Ausnahme. Der Glockenturm stammt von einem Vorgängerbau, der im Hundertjährigen Krieg zerstört wurde, und war gleichzeitig Teil der Stadtbefestigung. Die Kirche ist seit 1933 als Monument historique[4] eingetragen.
- Das spätmittelalterliche Schloss (château) liegt auf dem höchsten Punkt des Ortes und trägt ebenfalls zum Ortsbild bei. Aus der Nähe macht es einen vernachlässigten Eindruck.
- Die Chapelle Saint-Salvy wurde während der Hugenottenkriege zerstört und liegt heute in Ruinen. Sie beherbergte einst einen Reliquienschatz, von dem Teile in die Kirche Saint-Geniès verbracht wurden. Die Überreste des Kirchenbaus sind seit 1971 als Monument historique[5] anerkannt und unter Schutz gestellt.
- Teile der ehemaligen Stadtbefestigung (z. B. zwei Rundtürme) sind erhalten.